# Castelo de Stafford
Castelo de Stafford é um antigo edifício listado Classe II que se encontra a duas milhas ao oeste de Stafford, na saída da estrada A518 Stafford-to-Newport. É um marco local e pode ser visto a partir da autoestrada M6 e também dos trens da linha principal intercidades da Costa Oeste. O edifício de pedra é um importante exemplo precoce de uma torre de menagem do século XIV, depois redesenhada em estilo neogótico. A estrutura foi construída sobre os alicerces de seu antecessor medieval e incorpora muito da pedra original.